# Encyrtus saliens
Encyrtus saliens är en stekelart som beskrevs av Prinsloo och Annecke 1978. Encyrtus saliens ingår i släktet Encyrtus och familjen sköldlussteklar. Inga underarter finns listade i Catalogue of Life.